# Jan Baas
Jan Baas (ur. 12 października 1917 w Lutjeloo w gminie Westerwolde, zm. 1 stycznia 2012 w Lochem) – holenderski polityk i nauczyciel, wieloletni deputowany krajowy i europejski.

## Życiorys
Pochodził z rodziny rolniczej. Absolwent Akademii Rolniczej w Wageningen, podczas studiów działał w organizacji protestanckiej i korporacji studenckiej, a także w ruchu oporu. Pracował jako nauczyciel przedmiotów rolniczych, od 1948 do 1952 kierował średnią szkołą rolniczą w Deventer. Po II wojnie światowej pracował w komisji zajmującej się repatriacją. Był dyrektorem kooperatywy rolniczej i członkiem ciał zarządzających dostępem do wody.
Działacz Partii Wolności, w 1948 przekształconej w Partii Ludowej na rzecz Wolności i Demokracji, od 1948 do 1952 zasiadał w jej centralnych władzach. Od 1966 do 1976 zasiadał w radzie prowincji Geldria. W latach 1960–1981 członek Eerste Kamer, od 1963 do 1979 oddelegowany do Parlamentu Europejskiego. Zyskał rozpoznawalność, gdy w 1966 publicznie ujawnił, że nowo wybrany senator Hendrik Adams był nazistowskim kolaborantem podczas II wojny światowej, za co został przez niego uderzony (Adams ostatecznie zrezygnował wkrótce z mandatu).

## Odznaczenia
Odznaczony Orderem Lwa Niderlandzkiego III klasy.